# Cyalithus
Cyalithus es un género de escarabajos barrenadores metálicos del orden Coleoptera.

## Especies
- Cyalithus cohici Descarpentries, 1948
- Cyalithus fouqueti (Bourgoin, 1925)
- Cyalithus fugifrons (Deyrolle, 1864)
- Cyalithus vitalisi (Bourgoin, 1922)